# Circular Head Council

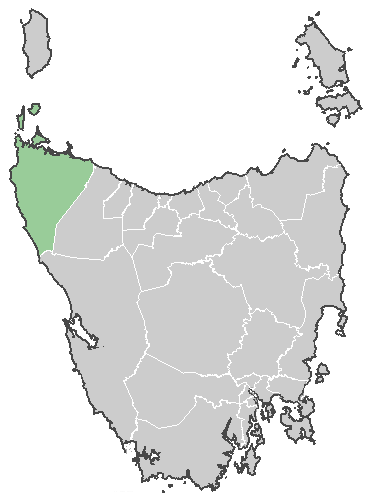
Położenie Circular Head Council na mapie Tasmanii

Circular Head Council – obszar samorządu lokalnego (ang. local government area) położony w północno-zachodniej części Tasmanii. Siedziba rady samorządu zlokalizowana jest w mieście Smithton, inne ważne ośrodki to: Stanley i Marrawah. 
Circular Head Council zamieszkuje 8188 osób (dane z czerwca 2006), powierzchnia wynosi 4917 km². W skład samorządu wchodzą również wyspy: Robbins Island, Hunter Island i Three Hummock Island. 
W celu identyfikacji samorządu Australian Bureau of Statistics wprowadziło czterocyfrowy kod dla gminy Circular Head – 1210.